# Periostracum

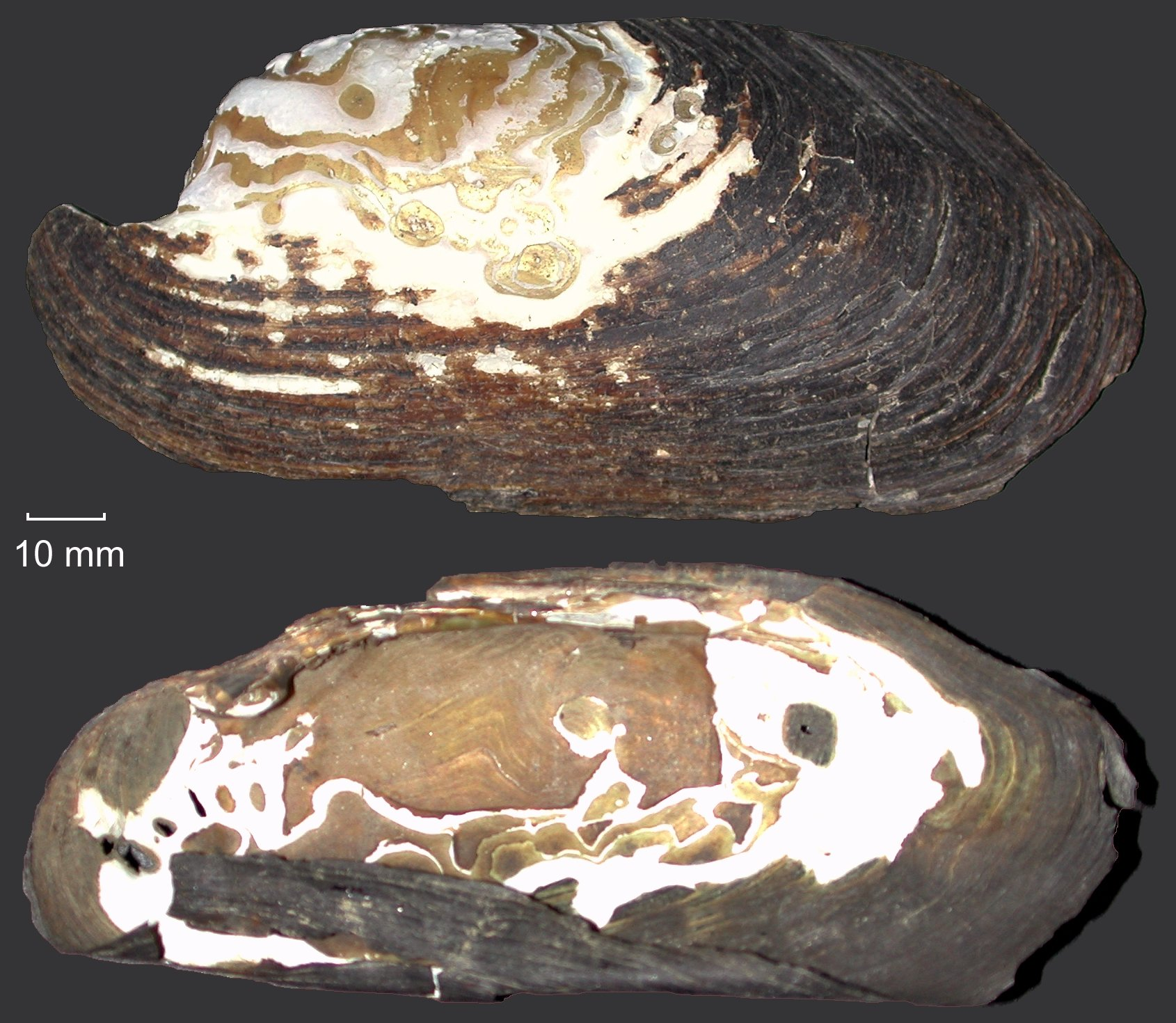
Margaritifera margaritifera (Beekparelmossel) Losse kleppen uit de Erlauf (Zuid-Duitsland) - De kalk van de schelp is door het zure water opgelost. Bovenste exemplaar: de meeste kalk is verdwenen waar door slijtage geen periostracum meer is. Onderste exemplaar: Hier is aan de binnenkant de meeste kalk opgelost waardoor plaatselijk alleen het periostracum over is gebleven.

Het periostracum is de buitenste organische laag, de 'opperhuid', van de schelp van een weekdier. Het is vooral aanwezig bij gastropoden en bivalven maar komt ook voor op de schelp van Nautilidae. Het periostracum bedekt 2-4 uit calciumcarbonaat bestaande schelplagen die door de organische laag tegen biologische en chemische aantasting beschermd worden. Behalve bescherming tegen omgevingsinvloeden geeft het periostracum de schelp extra stevigheid en elasticiteit. Als het periostracum verdwenen is dan is de overgebleven schelp rigide en veel breekbaarder. Het periostracum bestaat uit polysachariden en conchioline (ook wel conchine genoemd), een eiwit dat sterk overeenkomt met de chitine waaruit insectenpantsers zijn opgebouwd. De vorming gaat gelijk op met die van de overige schelplagen en vindt plaats aan de schelprand door cellen in de mantelrand van het dier.
De kleur van het periostracum bestaat vaak uit egale geel- en bruintinten en is soms zwart. Er is soms een kleurpatroon aanwezig. Kleur en kleurpatroon wijken meestal af van de kleur van de onderliggende kalkige schelplaag. De op die schelplaag eventueel aanwezige soms felle kleuren en kleurpatronen worden meestal geheel door een dik en ondoorzichtig periostracum aan het oog onttrokken. Bij andere soorten kan het periostracum dun en doorschijnend zijn.
Soms vormt het periostracum uitgroeisels die in een regelmatig patroon op de schelp aanwezig kunnen zijn. Bij bepaalde landslakken is het oppervlak bedekt met haren die vanuit het periostracum worden aangemaakt. Als het periostracum verdwenen is dan is deze beharing eveneens verdwenen.
Bij schelpen die reeds lang in de branding hebben liggen rollen is het periostracum door slijtage en lichtinwerking meestal verdwenen, alhoewel het bij verschillende soorten zeer resistent is (Pecten, Ensis, Arctica).
Een periostracum komt ook bij brachiopoden voor waar het uit chitine bestaat.

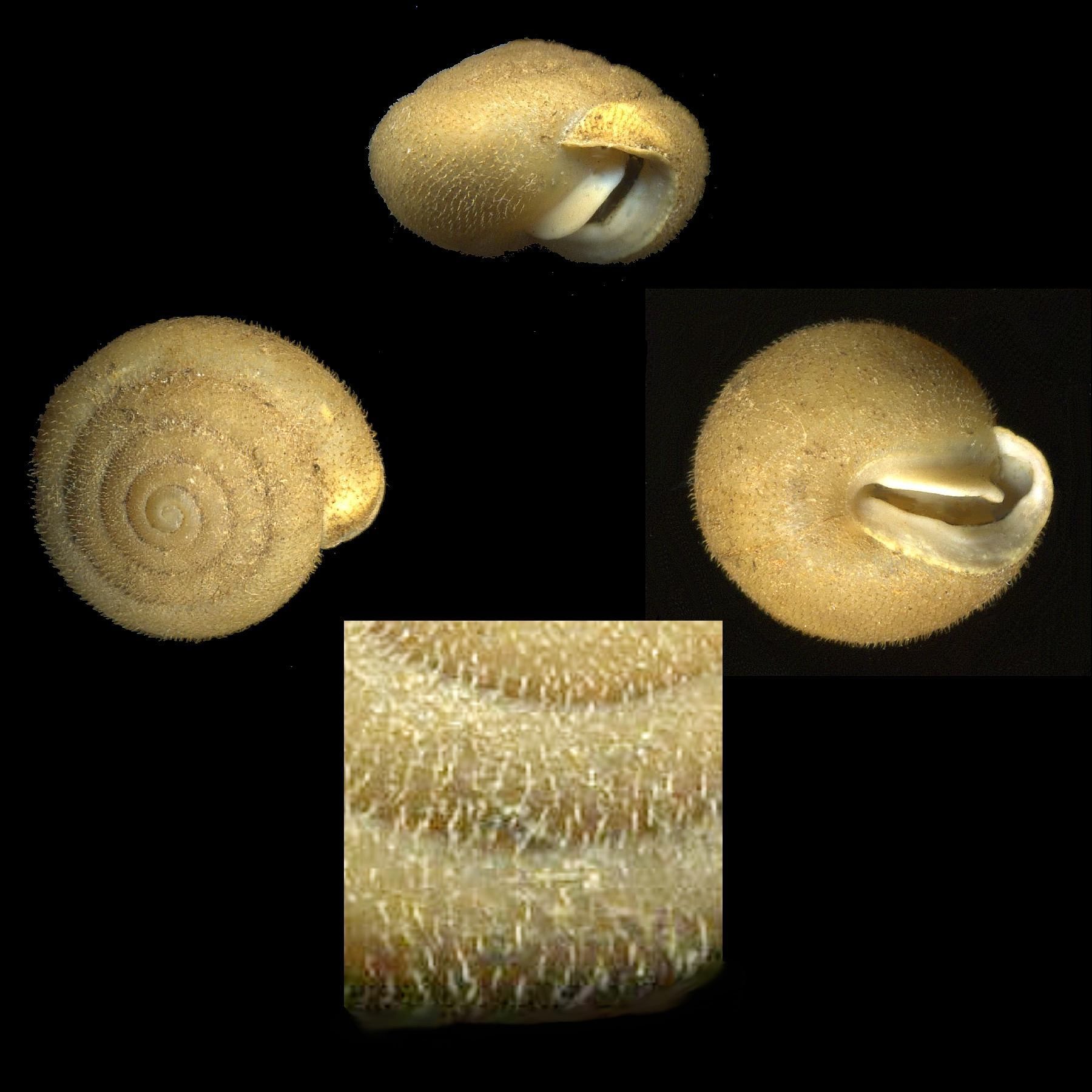
De schelp van Stenotrema florida, een Amerikaanse landslak. Het periostracum van deze soort vormt kleine haartjes waardoor het oppervlak fluwelig aanvoelt
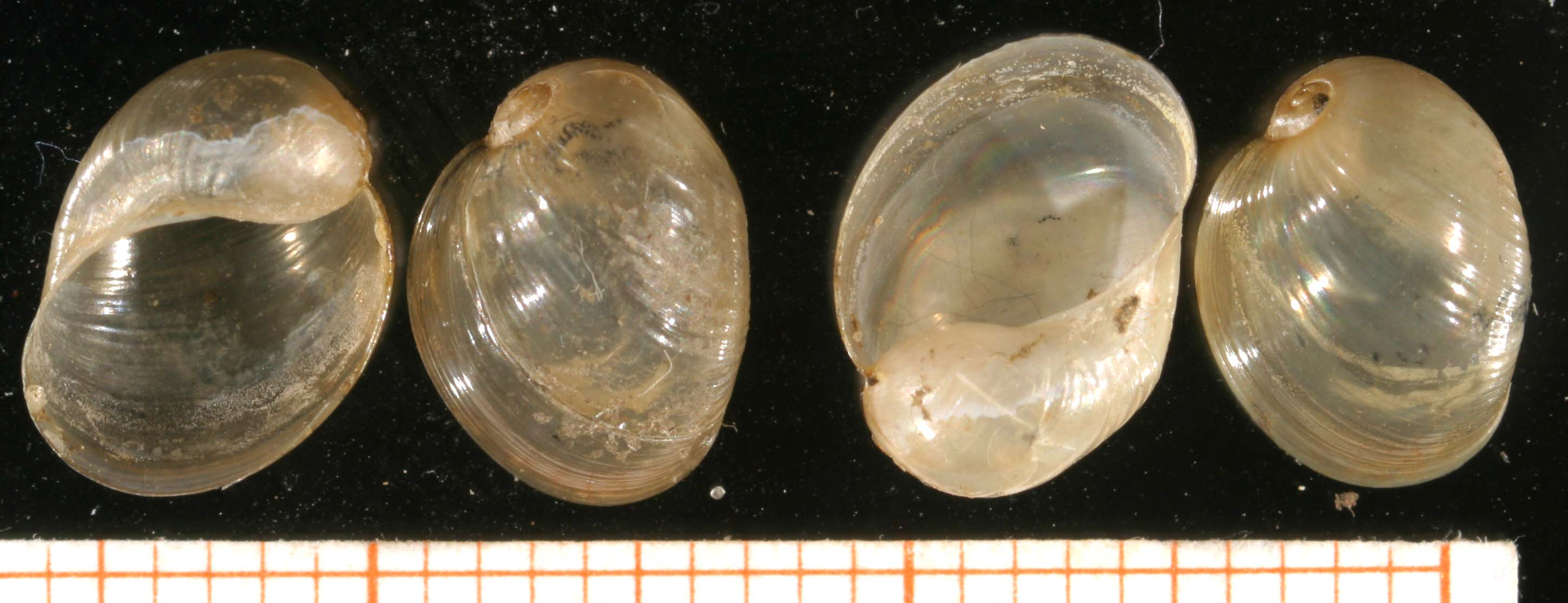
Bij de zoetwaterslak Myxas glutinosa zijn zowel het periostracum als de kalkige schelpwand dun waardoor de schelp doorzichtig is
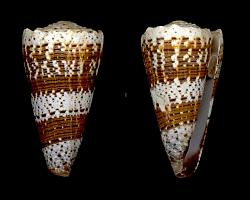
Conus imperialis: van het kleurpatroon is tijdens het leven van deze soort niets te zien omdat het bedekt is door een dik periostracum
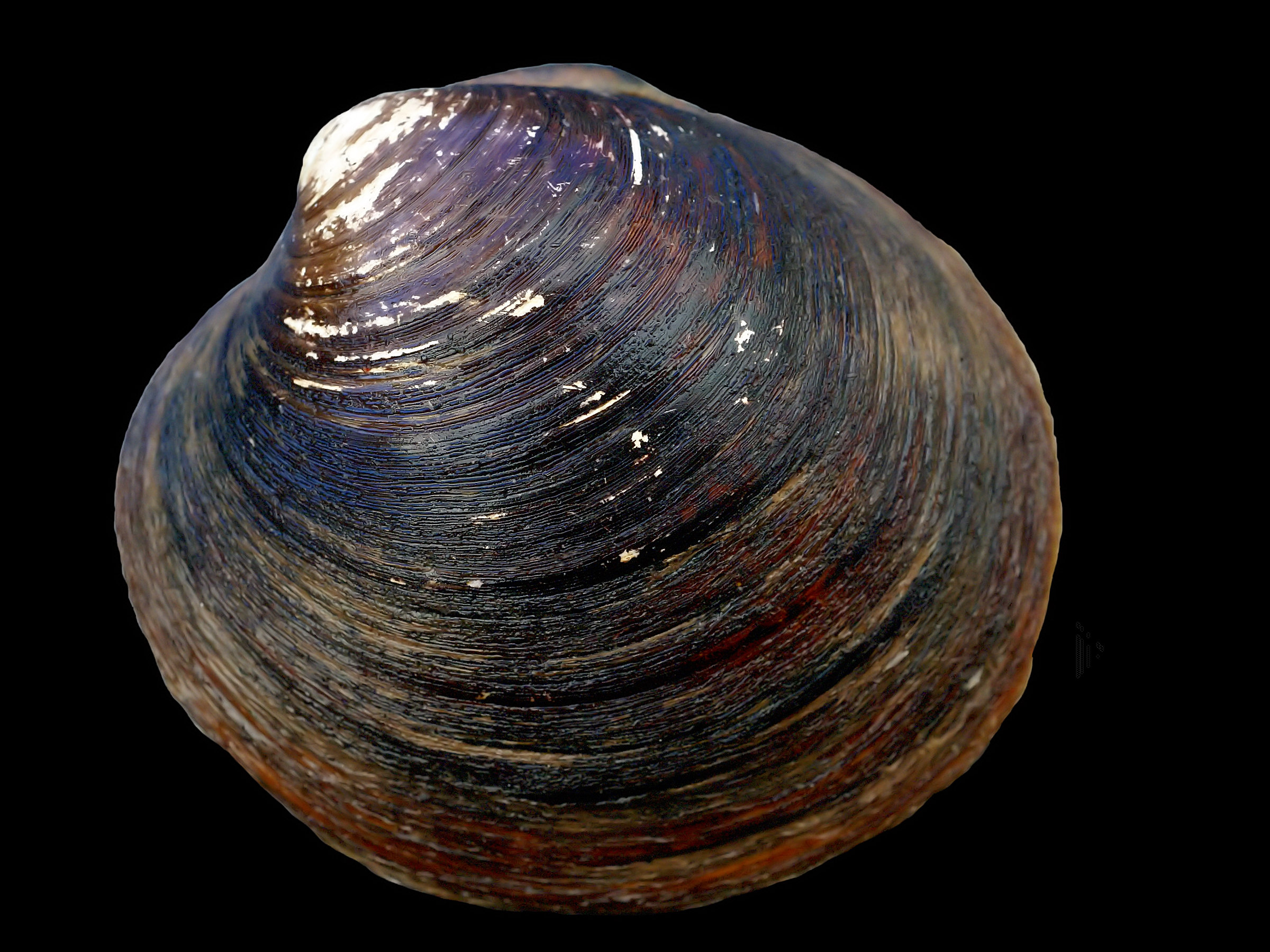
Arctica islandica met een dik donkerbruin tot zwart periostracum